# Dipsas pratti
Dipsas pratti är en ormart som beskrevs av Boulenger 1897. Dipsas pratti ingår i släktet Dipsas och familjen snokar.
Inga underarter finns listade i Catalogue of Life.
Arten förekommer med två från varandra skilda populationer i norra Colombia. Den vistas bergstrakter mellan 1300 och 2250 meter över havet. Denna orm lever i ursprungliga molnskogar. Honor lägger ägg.
Intensivt skogsbruk och skogens omvandling till jordbruksmark hotar beståndet. Några exemplar dödas av människor som av misstag antar att Dipsas pratti är giftig. I lämpliga habitat är ormen fortfarande vanligt förekommande. IUCN listar arten som livskraftig (LC).